# Lestijärvi
Lestijärvi ist eine finnische Gemeinde in der Landschaft Mittelösterbotten im Westen Finnlands.
Zu der Gemeinde gehören die Orte Kiiskilä/Niemi, Kirkonkylä, Syri und Yli-Lesti.
In der Gemeinde liegt der namensgebende See Lestijärvi.
Lestijärvi unterhält seit 1989 eine Städtepartnerschaft mit dem Landkreis Põlva in Estland.